# Viktiga dagar i shiaislam
Idag är det den 12 Ramadan 1446 i den islamiska kalendern.
Följande lista visar olika dagar för firande/sörjande/ihågkommelse i shiaislam. 

## Imamiterna
| Följande lista visar olika dagar för firande/sörjande/ihågkommelse enligt imamiterna. | Följande lista visar olika dagar för firande/sörjande/ihågkommelse enligt imamiterna. | Följande lista visar olika dagar för firande/sörjande/ihågkommelse enligt imamiterna.        | Följande lista visar olika dagar för firande/sörjande/ihågkommelse enligt imamiterna.                 | Följande lista visar olika dagar för firande/sörjande/ihågkommelse enligt imamiterna. |
| Datum                                                                                 | Typ                                                                                   | Händelse                                                                                     | Noteringar                                                                                            |                                                                                       |
| ------------------------------------------------------------------------------------- | ------------------------------------------------------------------------------------- | -------------------------------------------------------------------------------------------- | --- | ------------------------------------------------------------------------------------- |
| Muharram - En av de fyra heliga månaderna                                             |                                                                                       |                                                                                              | |                                                                                       |
| 1                                                                                     | I                                                                                     | Början på Meckabornas blockad mot profeten och hashimiterna 6 år före hijra.                 | |                                                                                       |
| 2                                                                                     | S                                                                                     | Imam Husayn når Karbala år 61 AH, 680 e.Kr.                                                  | |                                                                                       |
| 3                                                                                     | I                                                                                     | Profeten kallar grannländer till islam genom att skriva brev till regenterna 7 AH, 628 e.Kr. | |                                                                                       |
| 7                                                                                     | S                                                                                     | Imam Husayn förbjuds tillgång till vatten under Slaget vid Karbala.                          | |                                                                                       |
| 9                                                                                     | S                                                                                     | Imam Husayns läger omringas och imamen ber om att vänta med kriget.                          | |                                                                                       |
| 10                                                                                    | S                                                                                     | Imam Husayns martyrskap och Ashuradagen.                                                     | Sham-e ghariban (persiska: شام غریبان, De ensammas kväll) kallas kvällen mot 11 muharram på persiska. |                                                                                       |
| 11                                                                                    | S                                                                                     | Imam Husayns familj förs som fångar mot Kufa.                                                | |                                                                                       |
| 12                                                                                    | S                                                                                     | Karbalas martyrer begravs av Asad-stammen.                                                   | |                                                                                       |
| 13                                                                                    | S                                                                                     | Imam Husayns familj närvarar i Ubaydullah ibn Ziyads palats.                                 | |                                                                                       |
| 15                                                                                    | S                                                                                     | Karbalas martyrers huvuden skickas till Yazid I:s palats i Syrien.                           | |                                                                                       |
| 19                                                                                    | S                                                                                     | Fångarna från Karbala reser från Kufa mot Syrien år 61 AH, 680 e.Kr.                         | |                                                                                       |
| 25                                                                                    | S                                                                                     | Imam Sajjads martyrskap.                                                                     | |                                                                                       |
| 26                                                                                    | I                                                                                     | Mecka belägras och Yazid I:s armé attackerar Kaba år 64 AH, 683 e.Kr.                        | |                                                                                       |
| 29                                                                                    | S                                                                                     | Imam Husayns familj når Damaskus efter Slaget vid Karbala år 61 AH, 680 e.Kr.                | |                                                                                       |
| Safar                                                                                 |                                                                                       |                                                                                              | |                                                                                       |
| 1                                                                                     | I                                                                                     | Slaget vid Siffin börjar. Fångarna efter Slaget vid Karbala anländer till Syrien.            | |                                                                                       |
| 9                                                                                     | I                                                                                     | Slaget vid Nahrawan.                                                                         | |                                                                                       |
| 20                                                                                    | S                                                                                     | Arba'in.                                                                                     | |                                                                                       |
| Rabi' al-awwal                                                                        |                                                                                       |                                                                                              | |                                                                                       |
| 1                                                                                     | I                                                                                     | Hijra; Laylat al-Mabit.                                                                      | |                                                                                       |
| 8                                                                                     | S                                                                                     | Imam Askaris martyrskap.                                                                     | |                                                                                       |
| 9                                                                                     | F                                                                                     | Början på den tolfte imamen Mahdis ledarskap.                                                | |                                                                                       |
| 17                                                                                    | F                                                                                     | Den islamiske profeten Muhammeds födelsedag; Imam Sadiqs födelsedag.                         | |                                                                                       |
| Rabi' al-thani                                                                        |                                                                                       |                                                                                              | |                                                                                       |
| 8                                                                                     | F                                                                                     | Imam Askaris födelsedag.                                                                     | |                                                                                       |
| Jumada al-awwal                                                                       |                                                                                       |                                                                                              | |                                                                                       |
| 10                                                                                    | I                                                                                     | Kamelslaget.                                                                                 | |                                                                                       |
| 14                                                                                    | S                                                                                     | Fatima Zahras martyrskap (enligt vissa källor).                                              | |                                                                                       |
| Jumada al-akhira                                                                      |                                                                                       |                                                                                              | |                                                                                       |
| 3                                                                                     | S                                                                                     | Fatima Zahras martyrskap (Fatimiya).                                                         | I Iran är det en helgdag på grund av Fatima Zahras martyrskap.                                        |                                                                                       |
| 20                                                                                    | F                                                                                     | Fatima Zahras födelsedag.                                                                    | |                                                                                       |
| Rajab - En av de fyra heliga månaderna                                                |                                                                                       |                                                                                              | |                                                                                       |
| 10                                                                                    | F                                                                                     | Imam Jawads födelsedag.                                                                      | |                                                                                       |
| 13                                                                                    | F                                                                                     | Imam Alis födelsedag.                                                                        | |                                                                                       |
| 15                                                                                    | I                                                                                     | Qibla-riktningen ändras.                                                                     | |                                                                                       |
| 25                                                                                    | S                                                                                     | Imam Kazims martyrskap.                                                                      | |                                                                                       |
| 27                                                                                    | F                                                                                     | Profetens bi'tha.                                                                            | |                                                                                       |
| 29                                                                                    | S                                                                                     | Khadijas bortgång.                                                                           | |                                                                                       |
| Shaʿban                                                                               |                                                                                       |                                                                                              | |                                                                                       |
| 3                                                                                     | F                                                                                     | Imam Husayns födelsedag.                                                                     | |                                                                                       |
| 4                                                                                     | F                                                                                     | Abbas ibn Alis födelsedag.                                                                   | |                                                                                       |
| 5                                                                                     | F                                                                                     | Imam Sajjads födelsedag.                                                                     | |                                                                                       |
| 15                                                                                    | F                                                                                     | Imam Mahdis födelsedag.                                                                      | |                                                                                       |
| Ramadan                                                                               |                                                                                       |                                                                                              | |                                                                                       |
| 17                                                                                    | I                                                                                     | Isra och Miraj; Slaget vid Badr.                                                             | |                                                                                       |
| 19                                                                                    | I & S                                                                                 | Möjligtvis qadr-natten. Imam Ali blir slagen i huvudet med ett svärd.                        | |                                                                                       |
| 21                                                                                    | I & S                                                                                 | Möjligtvis qadr-natten. Imam Alis martyrskap.                                                | |                                                                                       |
| 23                                                                                    | I                                                                                     | Möjligtvis qadr-natten.                                                                      | |                                                                                       |
|                                                                                       | I                                                                                     | Quds-dagen.                                                                                  | Sista fredagen i månaden ramadan.                                                                     |                                                                                       |
| Shawwal                                                                               |                                                                                       |                                                                                              | |                                                                                       |
| 1                                                                                     | F                                                                                     | Eid al-fitr.                                                                                 | |                                                                                       |
| 8                                                                                     | S                                                                                     | al-Baqi' förstörs av de saudiska wahhabiterna.                                               | |                                                                                       |
| 17                                                                                    | I                                                                                     | Slaget vid diket.                                                                            | |                                                                                       |
| 25                                                                                    | S                                                                                     | Imam Sadiqs martyrskap.                                                                      | |                                                                                       |
| 28                                                                                    | S                                                                                     | Ayatolla Khomeinis bortgång.                                                                 | |                                                                                       |
| Dhu al-qa'da - En av de fyra heliga månaderna                                         |                                                                                       |                                                                                              | |                                                                                       |
| 11                                                                                    | F                                                                                     | Imam Rezas födelsedag.                                                                       | |                                                                                       |
| Dhu al-hijja - En av de fyra heliga månaderna                                         |                                                                                       |                                                                                              | |                                                                                       |
| 1                                                                                     | F                                                                                     | Imam Alis och Fatima Zahras giftermål.                                                       | |                                                                                       |
| 7                                                                                     | S                                                                                     | Imam Baqirs martyrskap.                                                                      | |                                                                                       |
| 9                                                                                     | I                                                                                     | Arafadagen; Sadd al-Abwab-händelsen.                                                         | |                                                                                       |
| 10                                                                                    | F                                                                                     | Eid al-adha.                                                                                 | |                                                                                       |
| 15                                                                                    | F                                                                                     | Imam Hadis födelsedag.                                                                       | |                                                                                       |
| 18                                                                                    | F                                                                                     | Eid al-Ghadir.                                                                               | |                                                                                       |
| 24                                                                                    | I                                                                                     | Id al-mubahala.                                                                              | |                                                                                       |
| Symboler: F = Firande, S = Sörjande, I = Ihågkommelse                                 |                                                                                       |                                                                                              | |                                                                                       |